# Ciência cidadã

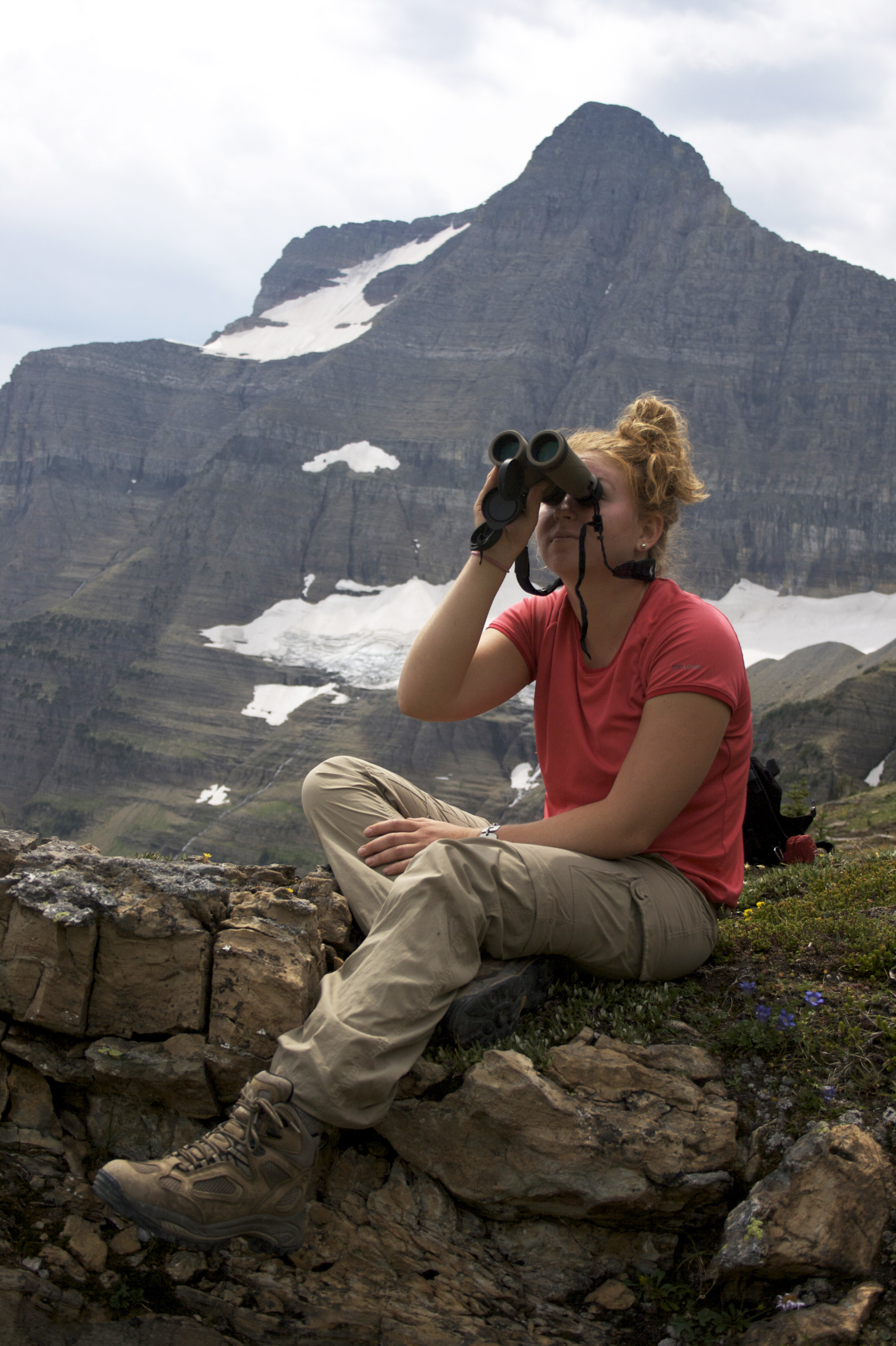
Voluntária do projeto de ciência cidadã

A ciência cidadã é um tipo de ciência baseada na participação informada, consciente e voluntária, de milhares de cidadãos que geram e analisam grandes quantidades de dados, partilham o seu conhecimento e discutem e apresentam os resultados. Qualquer pessoa pode dedicar a sua inteligência ou os seus recursos tecnológicos e disponibilidade de tempo para encontrar resultados de utilidade social. Para tal, não é necessário ter conhecimentos nem dispositivos, e tal pode ser feito em qualquer lugar e em qualquer momento. A ciência cidadã é compatível com a ciência tradicional feita por cientistas profissionais, complementando-a e colocando-lhe novos problemas e desafios.  A ciência cidadã é assim a investigação científica feita por um conjunto de colaboradores que na sua totalidade ou em parte não sejam cientistas profissionais. Formalmente, a ciência cidadã tem sido definida como "a recompilação e análise sistemática de dados, o desenvolvimento de tecnologia, as provas dos fenómenos naturais, e a difusão destas atividades pelos investigadores sobre uma base principalmente vocacional".

## História
O conceito não é recente, pois a prática da ciência cidadã terá tido origem entre o fim do século XIX e início do século XX, mais precisamente a partir de 1900, por meio da contagem coletiva de pássaros. Ainda hoje há grupos de voluntários que contam pássaros seguindo regras de organizações como a da Sociedade Audubon, uma ONG dos Estados Unidos. Hoje a ciência cidadã tem se ampliado graças ao avanço das telecomunicações e do uso da Internet. No Brasil, o Sistema de Informação sobre a Biodiversidade Brasileira - SiBBr - apresenta uma sessão especialmente dedicada a projetos de ciência cidadã no país. A Rede Ibero-Americana na Ciência Participativa (RICAP) também cataloga e identifica tendências na ciência cidadã no Brasil .

## Métodos
Muitos pesquisadores estão encontrando maneiras de explorar smartphones. Eles recrutam cientistas cidadãos que usam seus próprios smartphones para coletar dados que seriam difíceis - se não impossíveis - de obter de maneiras convencionais. Os vários sensores internos que os smartphones transportam, como câmeras, microfones, acelerômetros e medidores de pressão, juntamente com aplicativos de fácil utilização, oferecem uma maneira para o público contribuir com dados de alta qualidade.